# Villa Garibaldi (La Plata)
Villa Garibaldi es una localidad del partido de La Plata (Buenos Aires, Argentina), entre el Aeródromo Provincial y la localidad de Ignacio Correas, continuando el eje de la Avenida 7.

## Historia

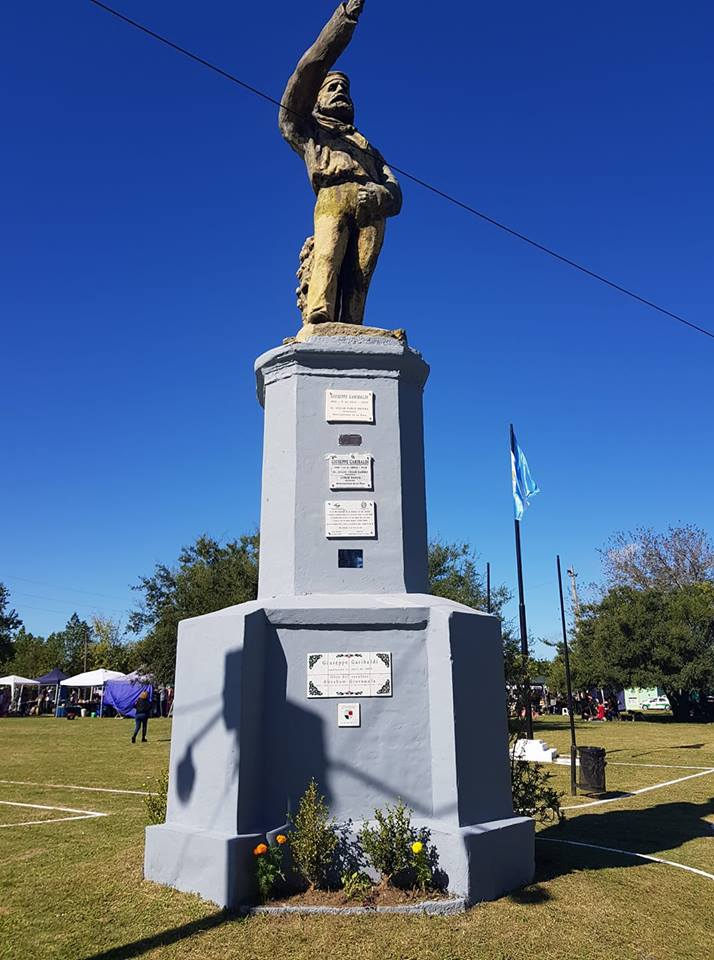

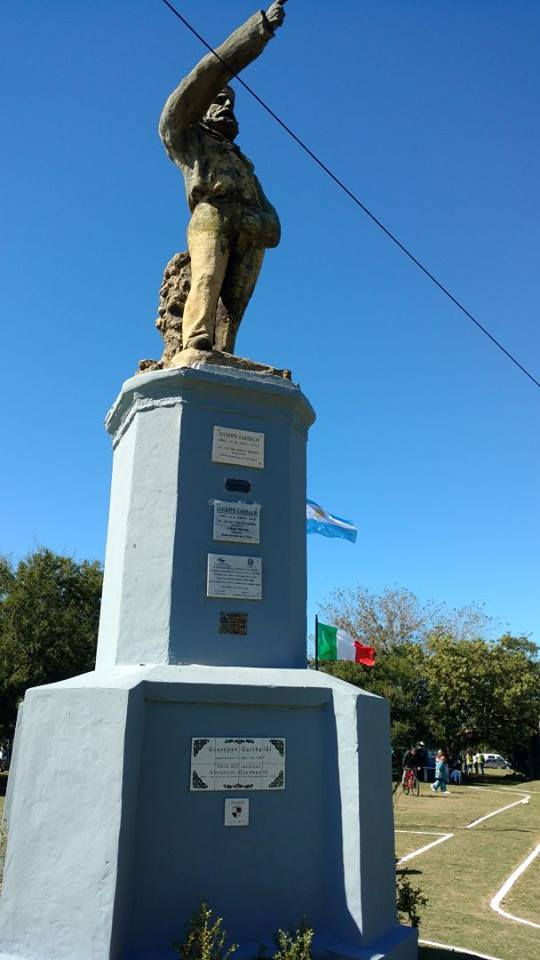

Su nombre evoca a Giuseppe Garibaldi. En la plaza del barrio se encuentra una estatua en su conmemoración. Como fecha de su fundación se estableció el 15 de abril de 1888, día en el que comenzó el remate de tierras, Don Eugenio Sicardi fue uno de los propietarios de la zona que impulsó la fundación de Villa Garibaldi, el cual se festejó con un gran asado, al que se estima que asistieron tres mil invitados. Esta cantidad que personas, en la época, sólo había sido superada el 19 de noviembre de 1882, con la fundación de la ciudad de La Plata.
En abril de 1888 se inaugura el Monumento a Garibaldi, ubicado en la plaza de calle 11 y 661, obra de Abraham Giovanola, una estatua de cemento de 7 metros de altura. El monumento fue restaurado luego de más de 100 años como parte de otras renovaciones a la plaza. A sus pies originalmente se habían instalado dos fuentes y lindando con el lugar una capilla de madera, aunque de estas adiciones ya no quedan rastros luego de la última restauración.
Emilio Morales Gauna, fue el rematador de las tierras y junto a Don Eugenio Sicardi y Juan González Moreno, propietarios de la zona, a fines del siglo XIX dieron impulso a la creación de esta nueva localidad en el Sud-Este de la nueva capital de la provincia. Fue así que se efectuaron las primeras mediciones y loteos.

## Templo
La iglesia local se denomina Iglesia San Pedro y se encuentra en calle 22 y 652. La misma fue declarada de Interés Histórico[cita requerida] y su ubicación difiere de la capilla original que estaba frente a la estatua de Garibaldi.

## Plaza

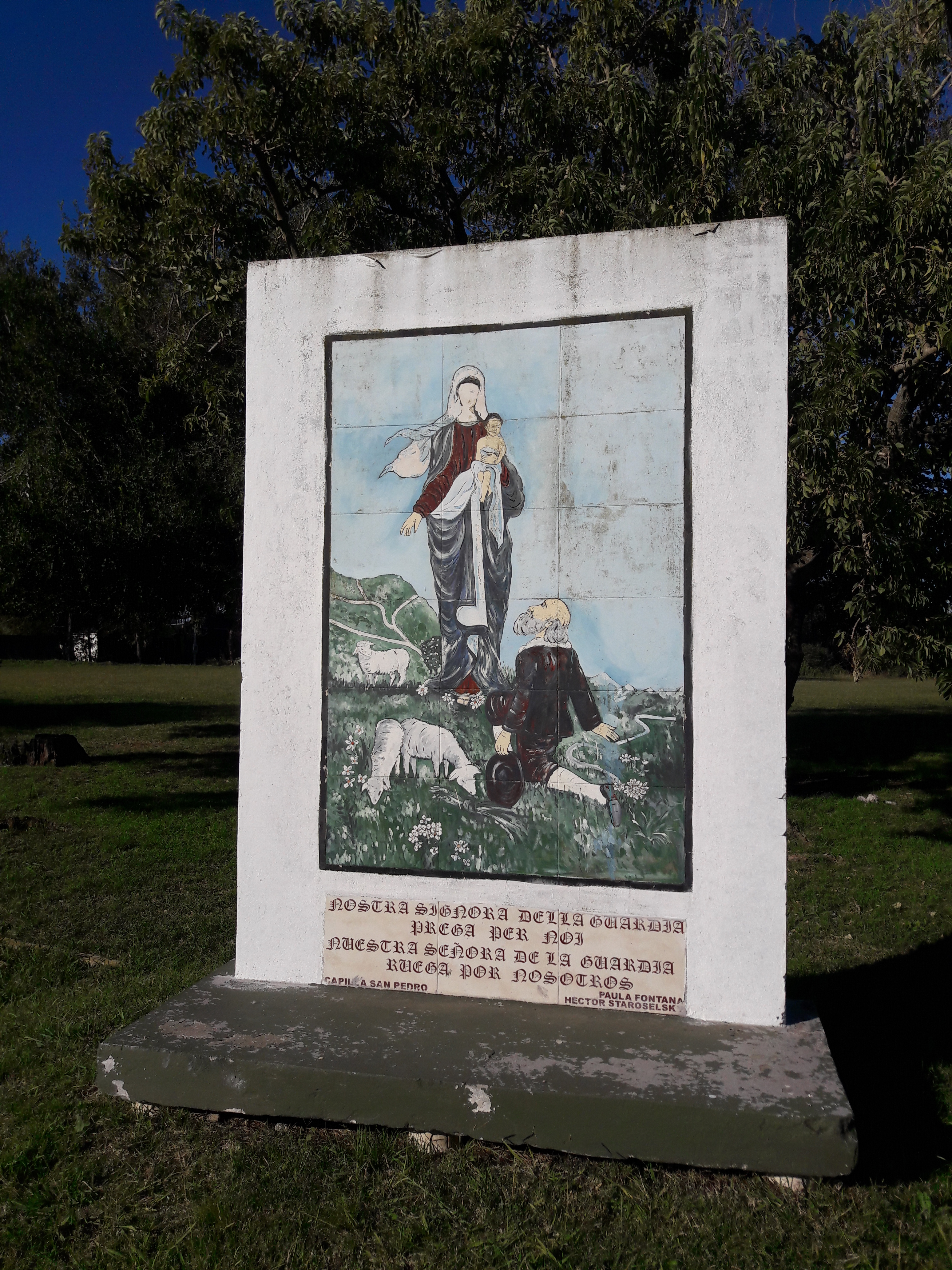

En la plaza Giuseppe Garibaldi se encuentran la estatua y un mural de Nuestra Señora de Guardia, virgen patrona de la ciudad de Génova. La historia de la Virgen de la Guardia nos remite a Benedicto Pareto, un humilde campesino de Livellato, pequeño pueblo del valle de Polcevera próximo a Génova, donde vivía con su esposa y sus dos hijos, Bartolomé y Pascual. La devoción a Nuestra Señora de la Guardia se difundió por el valle de Polcevera primero, por la Liguria después y finalmente por toda Italia, convirtiéndose en la advocación preferida de los antiguos navegantes genoveses.

## Barrio Parque Sicardi
Dentro de la Villa Garibaldi se encuentra el Barrio Parque Sicardi, de gran crecimiento en estos últimos años, comprendidos entre la Avenida 7 y calle 22 y desde calle 650 a 659. Su nombre evoca a Don Eugenio Sicardi, antiguo propietario de la zona que impulsó la fundación de Villa Garibaldi.

## Medios de transporte
Línea Este 14, que llega hasta 659 y 22 y Este 80 que termina su recorrido en Ignacio Correas.
Línea 307 Letra D que llega hasta Avenida 7 y calle 637 (Ex 640).

## Clima y sismicidad
La zona experimenta tormentas severas, algo periódicas. La región geográfica del barrio responde a las subfallas del río Paraná, y del río de la Plata, y a la falla de Punta del Este, con sismicidad baja. La última expresión sísmica se produjo el 30 de noviembre de 2018 (6 años), a las 10:27 UTC-3, con una magnitud de 3,8 en la escala de Richter. Aún así, el área se considera de baja sismicidad, con silencio sísmico de 6 años.

## Referencias

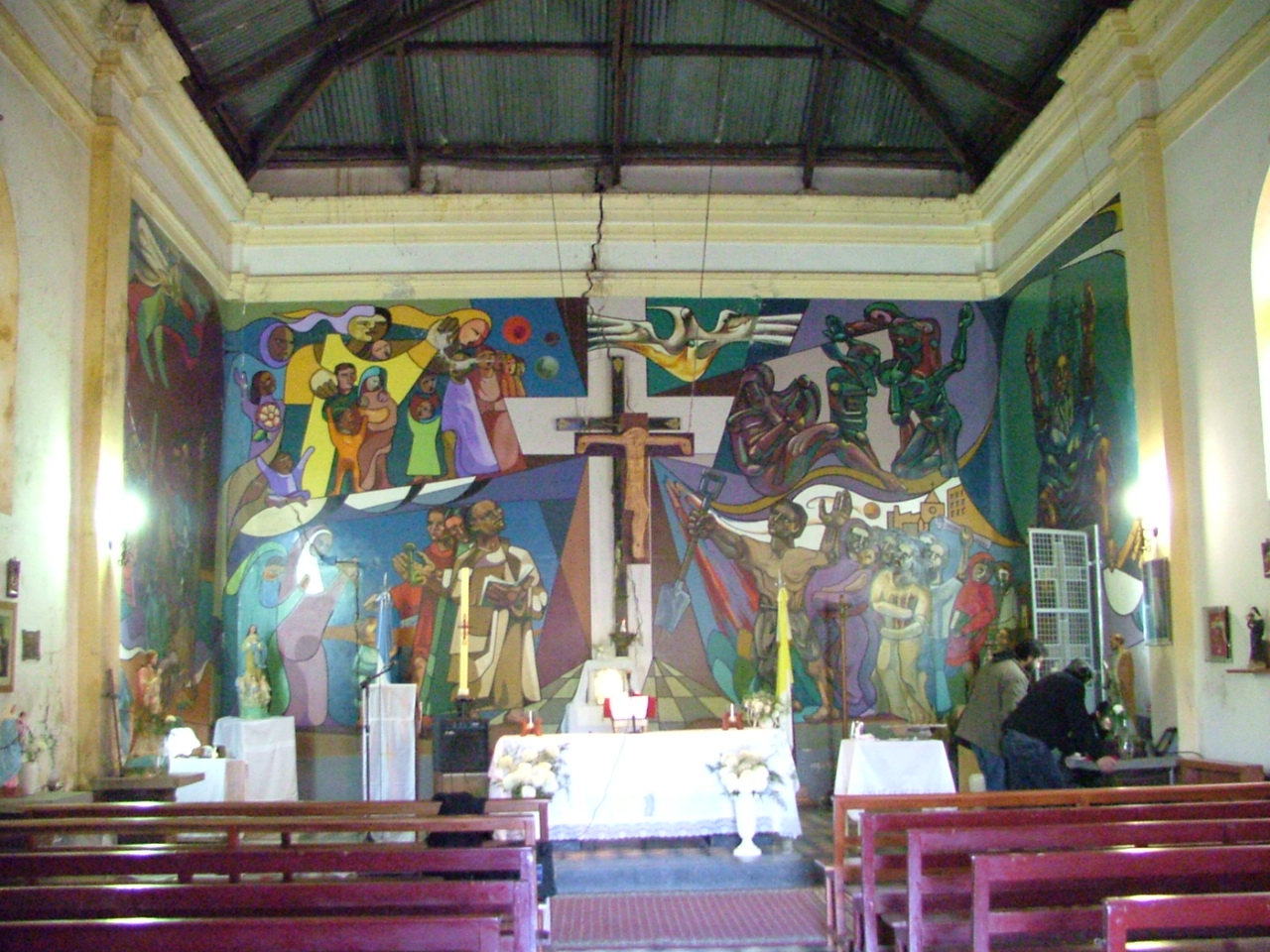
El mural del altar de esta capilla fue realizado por el reconocido artista plástico Oscar Enrique Levaggi de la ciudad de La Plata